# Bedaquilin
Bedaquilin  ist ein Arzneistoff zur Behandlung der Tuberkulose (Tuberkulostatikum). Er wird insbesondere in Kombinationstherapien gegen multiresistente Tuberkulosebakterien eingesetzt.
Chemisch handelt es sich um eine Verbindung aus der Gruppe der Diarylchinoline.

## Geschichte
Bedaquilin wurde Ende 2012 in den USA und 2014 in der EU zugelassen und war damit das erste neue Tuberkulostatikum seit Jahrzehnten. In Deutschland war zuletzt Rifabutin im Jahr 1994 dazugekommen.
Bedaquilin ist aus einem Screening-Programm mit mehr als 70.000 Verbindungen hervorgegangen. 2015 erhielten die Forscher Koen Andries und Jérôme Guillemont dafür den Europäischen Erfinderpreis.

## Eigenschaften
Bedaquilin besitzt zwei stereogene Zentren. Untersuchungen der minimalen Hemmkonzentrationen (MHK) der verschiedenen Isomere ergab, dass das  (1R,2S)-Stereoisomer (= Bedaquilin) das wirksamste war (seine MHK gegenüber Mycobacterium tuberculosis lag je nach Stamm zwischen 0,03 und 0,12 µg/ml; die MHK90 betrug 0,06 µg/ml. Im Vergleich dazu betrug die MHK90 für das (1S,2R)-Isomer 8,8 µg/ml, die des Gemischs aus beiden 1,8 µg/ml und die des (1R,2R/1S,2S)-Diastereomerengemischs 44 µg/ml). Dieser in-vitro-Befund deckt sich mit demjenigen aus rechnergestützten Bindungsmodellen. Enantiomerenreines  Bedaquilin wird durch kontrollierte Kristallisation unter Verwendung eines enantiomeren Organophosphats erhalten als Abschluss der mehrstufigen Synthese, bei der zunächst eine Mischung der Stereoisomeren entsteht.
Arzneilich verwendet wird das Salz (1:1) der Fumarsäure, Bedaquilinfumarat.  Die Substanz ist ein weißes bis fast weißes, nicht hygroskopisches Pulver, das über einen weiten pH-Bereich praktisch unlöslich in wässrigen Medien, jedoch löslich in einer Reihe organischer Lösungsmittel ist.
Bedaquilin ist als Stoff der Klasse II nach dem biopharmazeutischen Klassifizierungssystem (BCS) eingestuft.

## Anwendungsgebiet
Bedaquilin wird bei erwachsenen und pädiatrischen Patienten ab einem Alter von 5 Jahren als Teil einer Kombinationstherapie der multiresistenten pulmonalen Tuberkulose (multi-drug-resistant Mycobacterium tuberculosis, MDR-TB) angewendet. Voraussetzung ist, dass ein Behandlungsregime aufgrund von Resistenz oder Unverträglichkeit nicht in Frage kommt.

## Wirkungsmechanismus
Bedaquilin hemmt die ATP-Synthase von Mykobakterien durch Bindung an die c-Untereinheit des Enzyms. Die ATP-Synthase ist ein wichtiges Enzym im zellulären Energiestoffwechsel der Mykobakterien. Ihre Hemmung führt zu bakteriziden Effekten sowohl in sich teilenden als auch in sich nicht teilenden Erregern. Bedaquilin ist das einzig therapeutisch verwendete Antibiotikum mit diesem Wirkmechanismus.
Die minimalen Hemm-Konzentrationen (englisch: minimum inhibitory concentration, MIC) gegenüber M. tuberculosis betragen 0,03 μg/mL (für die MIC50) und 0,06 μg/mL (für die MIC90).

## Pharmakokinetik
Die maximale Plasmakonzentration wird etwa 5 Stunden nach Einnahme erreicht. Über 99 % des Wirkstoffs werden an Plasmaproteine gebunden. Hauptabbauweg ist die N-Demethylierung durch CYP3A4. Es wird davon ausgegangen, dass der entstehende Metabolit (M2) nicht wesentlich zur Wirksamkeit beiträgt. Bedaquilin wird überwiegend über die Faeces ausgeschieden.

## Nebenwirkungen
Bedaquilin ist sowohl hepato- als auch kardiotoxisch, indem es eine Erhöhung der Leberenzyme (AST, ALT) und des Bilirubins bewirkt und am Herzen das  QT-Intervall verlängert. Häufigste beobachtete Nebenwirkungen in den Studien waren Übelkeit, Arthralgien, Kopfschmerzen, Erbrechen und Schwindel.

## Fertigarzneimittel
Sirturo (Hersteller: Janssen Pharmaceutica)